# Черно-кафяв кунхаунд
Черно-кафявият кунхаунд (на английски: Black and Tan Coonhound) е порода кучета, произхождаща от САЩ. Принадлежи към групата на ловните кучета и е използвана за лов на еноти.

## История
Историята на породата датира от 11 век. Тогава е създаден нейният предшественик – Талботовата хрътка в Англия. По време на Великите географски открития е пренесена в Новия свят и по-късно е кръстосана с блъдхаунд и фоксхаунд. Получената порода бил вирджинският фоксхаунд, по-късно развил се в черно-кафяв кунхаунд. Породата била използвана от местното население за лов на еноти. Била призната от AKC през 1945.

## Външен вид
Черно-кафявият кунхаунд тежи между 29 и 59 кг и е висок 58 – 69 см. Има гъста и къса козина, гладка на допир, с черен и светлокафяв цвят, откъдето идва и името. Ушите са дълги, ограждащи лицето му, а изражението му е типично за ловджийските кучета. Кучилото му е средно от 8 кученца.

### Поддръжка на външния вид
Линеенето е на средно ниво и е достатъчно бързо сресване, за да се запази козината в добър вид. Веднъж седмично е необходимо и почистване на ушите, за да се предпазят от инфекции.

## Темперамент
Черно-кафявият кунхаунд е добродушно и безгрижно по характер куче, което винаги е жизнено и любопитно. Обича да изследва и затова има нужда от постоянен надзор, за да не се откъсне от каишката си и да не се изложи на опасност. То е самоуверено и интелигентно, но също така и упорито, което може да причини затруднения при дресировката. Черно-кафявият кунхаунд е жизнен и винаги следва нюха и инстинкта си и това го прави добро полицейско куче. Въпреки че се радва на игрите, едно от любимите му занимания е излежаването и мързелуването вкъщи.
Тези кучета като цяло се държат добре с деца и други животни, но могат да бъдат доминиращи в присъствието на други кучета. Отношението им към непознати зависи от самия екземпляр – някои са резервирани, други са приятелски настроени. Нуждаят се от много движение и са подходящи за такива стопани, които могат да им го осигурят. Те са решителни и жизнерадостни, но тяхната упоритост ги прави по-подходящи за хора с опит в отглеждането на кучета.

## Здраве
Средната продължителност на живота при черно-кафявите кухнаунди е 10 – 12 години. Може да се засегне от много здравословни проблеми, част от които са катаракт, смущения в кръвообръщението, PRA и HD. Възрастните екземпляри задължително трябва да притежават OFA и CERF сертификати за здравословно състояние.